# 스페인흰죽지수리
스페인흰죽지수리(Spanish imperial eagle)는 이베리아흰죽지수리(Iberian imperial eagle), 스페인수리(Spanish eagle) 또는 아달베르트수리(Adalbert's eagle)로도 알려져 있으며, 스페인 이베리아반도가 원산지인 수리류의 한 종류이다. 독특한 "견장" 때문에, 오래된 문헌들은 종종 이 종을 흰어깨수리(White-shouldered eagle)로 불렀다.
이전에는 스페인흰죽지수리를 흰죽지수리의 아종으로 간주했으나 형태, 생태, 분자 특성 등의 차이로 현재는 별도의 종으로 널리 인식되고 있다.

## 묘사

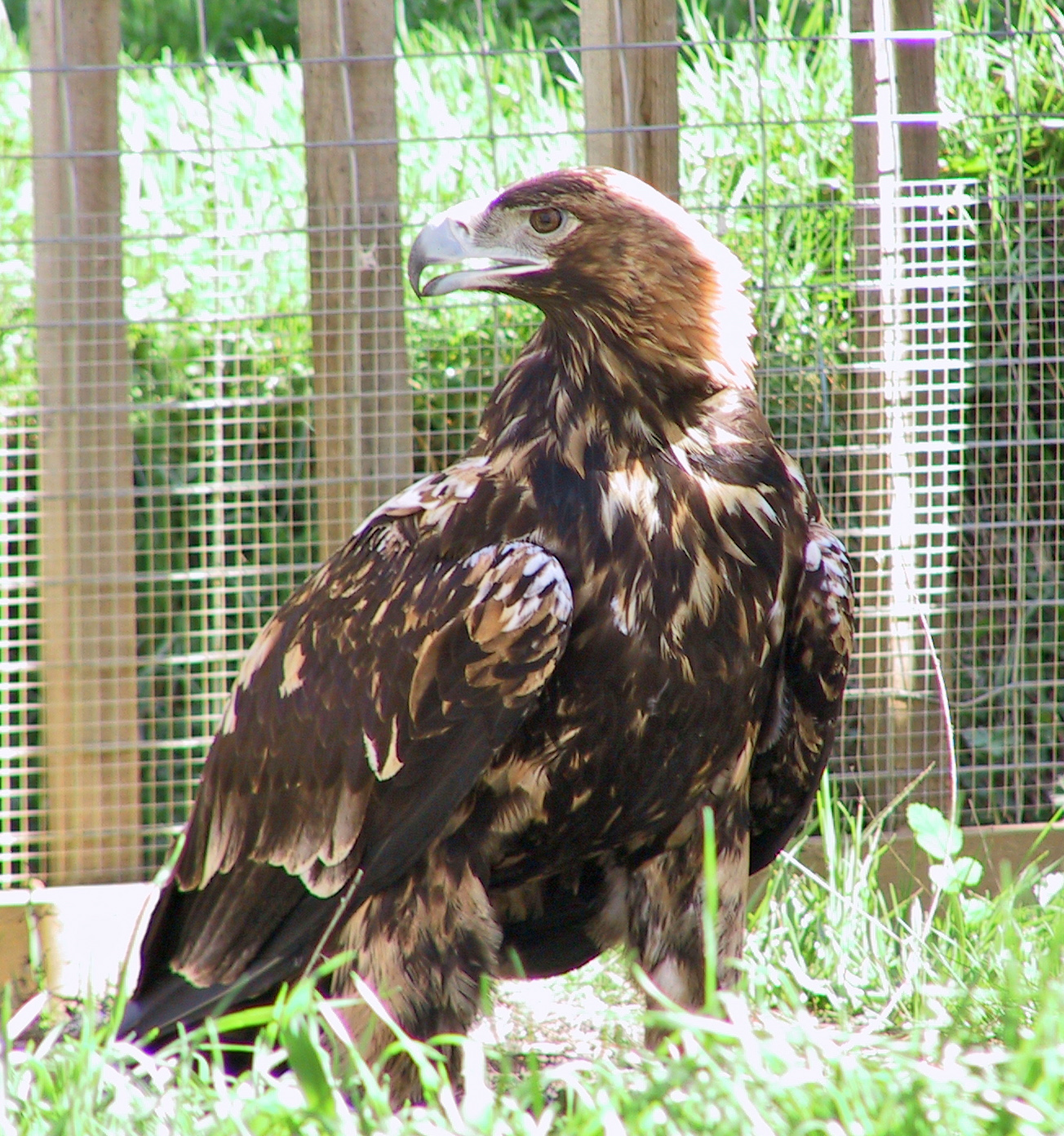
포획된 스페인흰죽지수리

스페인흰죽지수리는 상당히 다른 분포 범위에서 발견되는 사촌인 흰죽지수리와 대체로 크기가 비슷한, 큰 맹금류이고 꽤 큰 수리류이다. 동족의 검독수리아과와 비교할 때, 검독수리보다 다소 작고 흰배줄독수리보다 다소 크다. 스페인흰죽지수리의 몸무게는 2.5~4.8kg까지 나갈 수 있다. 10마리의 표본에서 수컷의 평균 몸무게는 3.19kg인 반면 17마리의 암컷의 평균 몸무게는 3.43kg인 것으로 밝혀졌다. 한편, 10마리의 성별이 아닌 성인의 또 다른 표본은 평균 몸무게가 3.93kg이었다. 따라서, 스페인흰죽지수리의 몸무게는 흰죽지수리보다 평균 약 10% 더 나갔고, 검독수리와 흰허리독수리 다음으로 검독수리속의 세 번째로 무거운 종으로서 날개가 상당히 길고 꼬리가 긴 쐐기꼬리수리와 경쟁한다. 이 종은 총 길이가 72~85cm이고 날개 길이는 177~220cm이다. 보고된 바에 따르면 수컷의 일반적인 날개 길이는 약 190cm이고 암컷은 약 210cm일 수 있다.
성체는 흰죽지수리를 닮았고 표면적으로는 검독수리를 연상시킬 수 있지만(특히 멀리서 보면), 전체적으로는 목에서부터 배까지 이어지는 짙은 흑갈색이다. 흰죽지수리와 마찬가지로 성체는 어깨와 날개의 앞쪽 가장자리에 넓은 흰색 띠가 있는데, 이 띠는 흰죽지수리의 비슷한 부분의 황금-황색과 달리 스페인어에서 훨씬 더 뚜렷하고 목덜미와 왕관은 훨씬 더 창백한 황갈색이다. 어린 스페인흰죽지수리는 이 범위에 속하는 성체 및 다른 대형 맹금류들과 매우 다르며, 전체적으로 균일한 옅은 짚-모래 색상이며 날개의 위쪽과 아래쪽 모두에 넓은 검은색 띠가 대조된다. 비교적 긴 목을 가지고 있으며, 일반적으로 비행하는 날개의 모양은 검독수리의 전형적인 뒤집힌 이면체보다 훨씬 평평하다.

## 분포 및 서식지

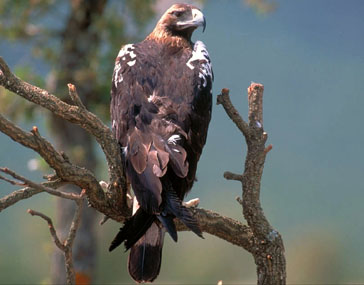
성체 스페인흰죽지수리

이 종은 스페인 중부 및 남서부와 이베리아반도의 포르투갈 인접 지역에서 발생한다. 거점은 스페인 중부 및 남서부 데헤사 삼림 지대, 예를 들어 엑스트레마두라주의 시우다드레알도, 우엘바도 및 세비야도의 시에라노르테드실바 북부 지역 등이다. 부분적으로 이동하는 흰죽지수리와는 달리 스페인흰죽지수리는 상주하는 종이다. 모로코에서 안정적으로 발생하는 것에 대해서는 논쟁의 여지가 있지만 분산 기간 동안 미성숙한 새들은 정기적으로 모로코를 방문한다.
스페인에서 태어나 모로코에서 감전사한 부랑새의 수가 증가하고 있는 것으로 나타났다. 모로코에서 부랑새가 사용하는 일부 지역은 종 회복 측면에서 일종의 "빗물"이 될 수 있으며 이는 스페인이 송전탑 단열에 관해서는 1980년대 초와 유사한 상황에 처해 있다는 사실 때문이다. 부랑새는 모리타니와 세네갈에도 도달했다. 자연 범위의 북쪽에서 부랑새는 드물게 네덜란드까지 도달했다.

## 행동생태학

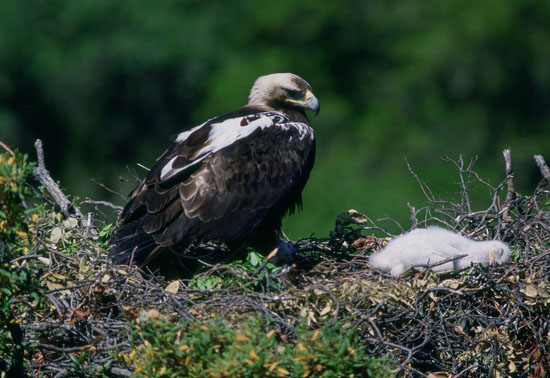
둥지 위에 있는 스페인흰죽지수리가 새끼를 보살핀다.

### 번식
둥지 서식지는 보통 건조하고 성숙한 삼림 지대로 둥지와 은둔을 위해 사용하지만 둥지는 먹이가 집중될 가능성이 더 높은 관목 벌채와 습지 지역에 가장 가까운 경우가 많다. 사람을 수줍어하는 종인 그들은 보통 인간의 교란이 상당히 낮은 곳에만 둥지를 튼다. 대부분의 방랑자들과 마찬가지로 그들은 매우 영토적이고 안정적인 서식 범위를 유지하는 경향이 있다. 스페인흰죽지수리들은 2월부터 4월까지 둥지를 튼다. 둥지 쌍은 처음 지어졌을 때 너비가 1.5m에 달하며, 특히 성숙한 코르크나무나 소나무에서 시간이 지남에 따라 둥지가 늘어난다. 갈고랑이 크기는 보통 2~3개의 알로 약 43일의 잠복기를 갖지만 둥지당 평균 약 1.23~1.4개의 알을 낳는다. 둥지를 틀 때의 사망률은 보통 인간의 교란과 파괴로 인해 발생하며 둥지가 무너지는데, 이는 제2차적으로 포식과 자경류로 인해 발생한다. 알을 낳는 기간은 63~77일에 이르지만 청소년은 알을 낳은 후 최소 160일까지 극도로 오랜 기간 동안 머물 수 있다.

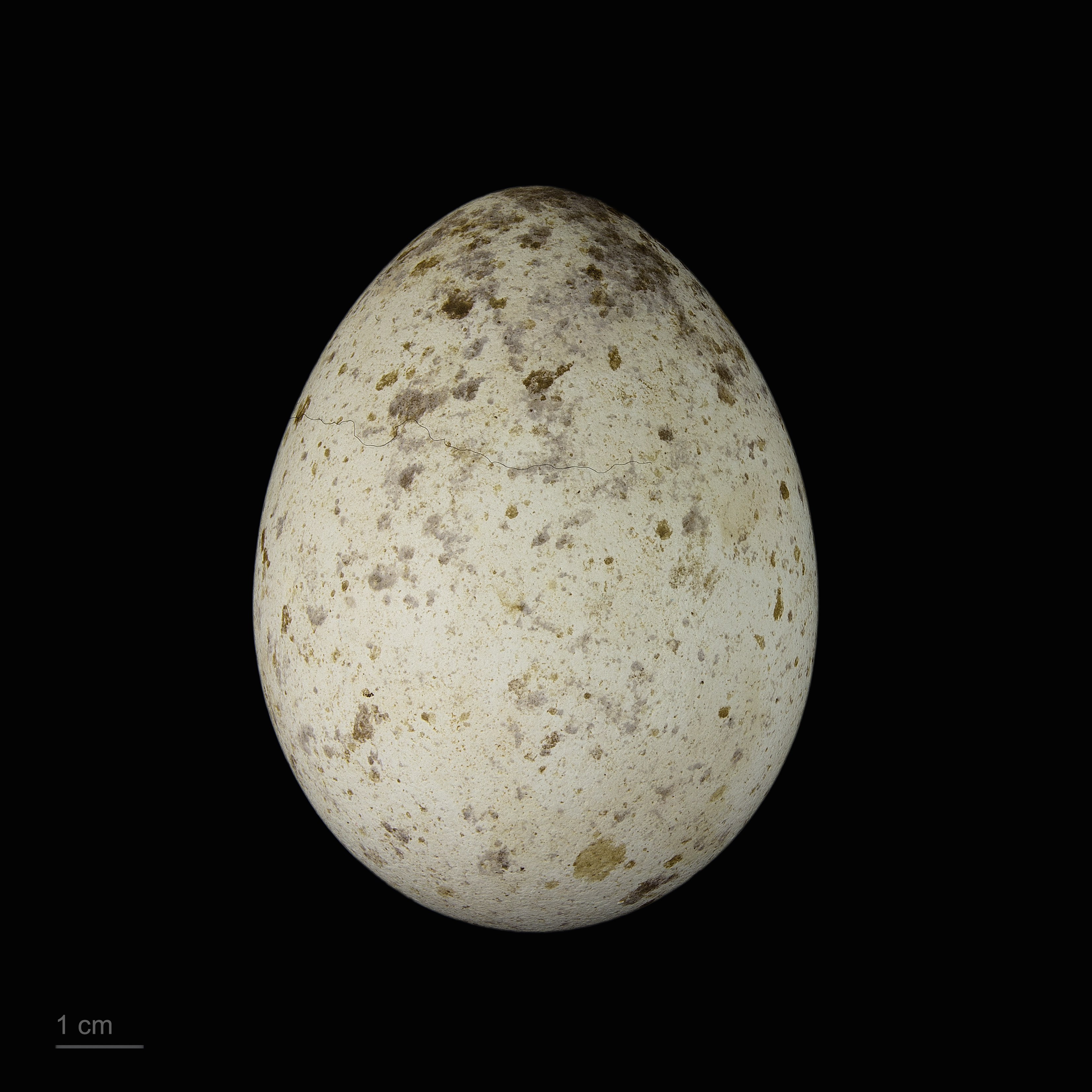
스페인흰죽지수리의 알

### 먹이 및 사냥
스페인흰죽지수리는 주로 굴토끼를 먹고 사는데, 이는 점액종과 토끼 출혈성 바이러스가 토끼의 토착 이베리아 개체군을 크게 감소시키기 전에 이 종의 식단의 약 58%를 차지했다. 토끼 개체군이 감소함에 따라 다양한 성공을 거둔 다양한 척추동물을 먹고 사는 것으로 기록되었으며 먹이 개체군에 따라 다양한 성공을 거둔 물닭, 오리 및 거위와 같은 물새 사냥꾼이 될 수도 있으며, 일부 자고새, 비둘기 및 까마귀 및 복병에 취약한 다른 새를 데려간다. 60종 이상의 새가 먹이 범위에 포함되어 있는 것으로 알려져 있다. 스페인흰죽지수리의 서식지인 집 고양이와 작은 개에는 일반적으로 존재하지 않기 때문에 다양한 설치류, 이베리아토끼, 족제비, 고슴도치 및 붉은여우와 같은 다른 큰 포식자를 포함하거나 드물게 여러 포유류를 포획할 수도 있다. 드물게 파충류 또는 심지어 물고기도 사냥감이 될 수 있다. 여우, 회색기러기 또는 홍부리황새와 같이 이 종이 취하는 가장 큰 먹이는 3.3kg을 쉽게 초과할 수 있지만, 특히 토끼가 적은 지역에서는 평균 먹이 질량이 상대적으로 낮다. 한 연구에서는 지역적으로 더 큰 평균 먹이 크기가 보고되었지만, 평균 먹이 질량은 450g이라고 보고했다.
스페인흰죽지수리는 비슷하게 전문화된 이베리아스라소니와 함께 스페인에서 토끼를 좋아하는 여러 맹금류 중 하나이다. 검독수리와 흰배줄독수리는 훨씬 더 바위가 많은 지역에 사는 경향이 있는 반면, 흰죽지수리는 숲을 선호하기 때문에, 이 종은 직접적인 경쟁을 줄이기 위해 이곳 토끼를 전문으로 하는 다른 수리류들과 서식지에 의해 크게 분리된다. 그러나 스페인흰죽지수리는 다양한 사냥개들, 심지어 훨씬 더 큰 수리들과 먹이를 놓고 자주 다투고, 사냥개들은 때때로 서로의 어린 것들을 죽이려 할 수도 있다. 어떤 경우에는, 자신의 둥지를 보호하기 위해 성체인 스페인흰죽지수리가 세계에서 가장 큰 맹금류를 죽이기까지 했다. 건강하고 자유롭게 날 수 있는 스페인흰죽지수리는 최상위 포식자로, 대부분 자연 포식자가 없지만 때때로 갈등에서 서로를 죽이며 거의 종간 갈등은 너무 치명적일 수 있다. 인간의 박해와 전력선과 같은 위협으로부터 멀리 보호될 때 성체 사망률은 매년 3~5.4% 정도로 낮을 수 있다.